# Ричард Остин Фриман
Ричард Остин Фриман (на английски: Richard Austeen Freman) е британски писател на криминални романи. Първите си произведения публикува под псевдонима Клифърд Ашдаун. В България е познат и издаван като Остин Фриман.

## Биография и творчество
Ричард Остин Фриман е роден на 11 април 1862 г. в Лондон, Англия. Той е най-малкият от петте деца на шивача Ричард Фриман и Ан Мария Дън. Първоначално е обучен за аптекар, а след това учи медицина в болницата на Мидълсекс, където завършва обучението си за лекар през 1887 г.
Същата година се за Ани Елизабет Едуардс, с която имат двама сина. Постъпва на работа в Колониалната служба и е изпратен в Акра в Гана (тогава с името Златен бряг). През 1894 г. се завръща в Лондон, тъй като страда от т.нар. „треска на черната вода“, вследствие на използване на хинин срещу маларията. В Лондон не намира постоянна медицинска позиция и се установява в Грейвсенд, където да практикува специалността си.
В Грейвсенд се среща с колегата си д-р Джон Джеймс Питкерн (1860 – 1936), лекар в затвора в Холоуей. Слушайки многобройни истории от затвора Фриман решава да пише криминална литература в подкрепа на лекарската си практика. Първият сборник разкази „The Adventures of Romney Pringle“ в сътрудничество с д-р Питкерн е публикуван през 1902 г. под псевдонима Клифърд Ашдаун.
През 1905 г. Фриман започва да пише самостоятелно и издава първия си роман „The Golden Pool“.
Остин Фриман е най-известен със серията си произведения с главен герой съдебния следовател криминалист д-р Джон Торндайк. Д-р Торндайк е първият „истински“ научно-криминален детектив, който съчетава обширни познания по съдебна медицина и по разследване на веществените доказателства (пръстови отпечатъци, животински косми, прахови частици, и т.н.) с голяма ерудиция и достойнство. Първият роман от поредицата „The Red Thumb Mark“ е издаден през 1907 г.
Голяма част от историите на д-р Торндайк включват оригинални и дори мистериозни познания на науката в области като тропическа медицина, металургия и токсикология. В тях писателя ползва опита си и преживяванията си като като колониален хирург в Африка. Историите са написани в сух стил по формулата, при която млад адвокат, лекар или друг колега, се сблъсква със загадъчни обстоятелства в своята работа. Той е подпомогнат от стария си ерудиран учител, дочул историята на някоя среща, който забелязва някакъв скрит елемент, изследва го и той става ясен, като драматично свидетелство, в края на случая, обикновено в съдебната зала.
Д-р Торндайк е много сходен с Шерлок Холмс – живеят в Лондон, подпомагат разследващите детективи с научни методи и наблюдение, и двамата са символ на разума.
Фриман е пионер в криминалния жанр на „обърнатата детективска история“. В нея заедно с престъплението се показва идентичността на престъпника още в самото начало, а след това се описва опита на детектива да разкрие мистерията и да докаже съпричастността на извършителя. При тези истории читателите съсредоточават своето внимание върху престъплението и извършителя, а не върху фактите. Разкази в този жанр излизат за пръв път в „The Singing Bone“ през 1912 г.
По време на Първата световна война Фриман служи като капитан в Кралския военен медицински корпус. След войната се посвещава изцяло на писателската си кариера и издава по един роман годишно.
Остин Фриман е един от доминиращите криминални писатели в началото на 20 век. Неговите книги са класика в световното литературно наследство.
През 1964 г. и 1971 г. три от историите на писателя са екранизирани в телевизионни серии.
Остин Фриман умира на 28 септември 1943 г. в Грейвсенд, Кент.
Шест от произведенията на автора са дадени за безплатно четене (сваляне) по „Проект Гутенберг“ ((en)).

## Произведения

### Самостоятелни романи
- The Golden Pool (1905)
- The Unwilling Adventurer (1913)
- A Savant's Vendetta (1914) – издадена и като The Uttermost Farthing
- Flighty Phyllis (1928)

### Серия „Д-р Джон Торндайк“ (Dr Thorndyke)
1. The Red Thumb Mark (1907)
2. John Thorndyke's Cases (1909) – издадена и като Dr Thorndyke's Cases
3. The Eye of Osiris (1911) – издадена и като The Vanishing Man
4. The Singing Bone (1912) – издадена и като The Adventures of Dr Thorndyke
5. The Mystery of 31 New Inn (1912)
6. A Silent Witness (1914)
7. The Great Portrait Mystery (1918)
8. Helen Vardon's Confession (1922)
9. The Cat's Eye (1923)
10. Dr Thorndyke's Case Book (1923) – издадена и като The Blue Scarab
11. The Mystery of Angelina Frood (1924)
12. The Shadow of the Wolf (1925)
13. The D'Arblay Mystery (1926)
14. A Certain Dr Thorndyke (1927)
15. The Magic Casket (1927)
16. The Puzzle Lock (1927)
17. As a Thief in the Night (1928)
18. The Famous Cases of Dr Thorndyke (1929) – издадена и като The Dr Thorndyke Omnibus
19. Dr Thorndyke Investigates (1930)
20. Mr Pottermack's Oversight (1930)
21. Pontifex, Son and Thorndyke (1931)
22. When Rogues Fall Out (1932) – издадена и като Dr. Thorndyke's Discovery
23. Dr Thorndyke Intervenes (1933)
24. For the Defence: Dr Thorndyke (1934)
25. The Penrose Mystery (1936)
26. Felo De Se? (1937) – издадена и като Death At the Inn
27. The Stoneware Monkey (1938)
Глинената маймуна, изд. „Millenium“ (2015), прев. Юлияна Цветкова
28. Mr Polton Explains (1940)
29. The Jacob Street Mystery (1942) – издадена и като The Unconscious Witness

### Сборници разкази
- The Adventures of Romney Pringle (1902) – под псевдонима Клифърд Ашдаун, в съавторство с д-р Джон Питкерн
- From a Surgeon's Diary (1905) – под псевдонима Клифърд Ашдаун, в съавторство с д-р Джон Питкерн
- The Further Adventures of Romney Pringle (1905) – под псевдонима Клифърд Ашдаун, в съавторство с д-р Джон Питкерн
- The Exploits of Danby Croker (1916)
- The Surprising Experiences of Mr. Shuttlebury Cobb (1927)

### Книги за Остин Фриман
- R. Austin Freeman: A bibliography (2000) – от Дейвид Иън Чапман